# Lleó blanc

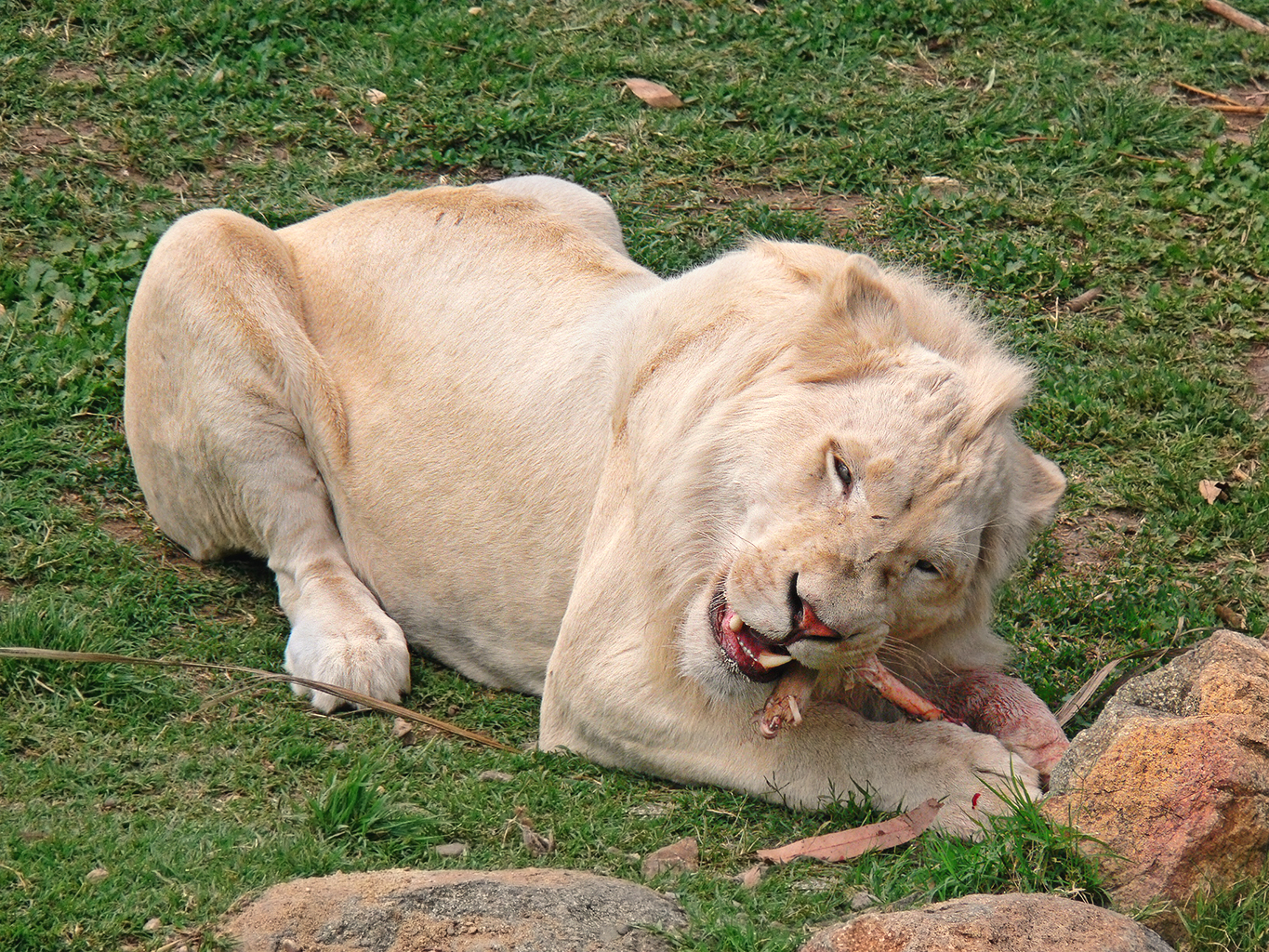
Lleó blanc al National Zoo & Aquarium d’Australia

El lleó blanc és una mutació rara del lleó sud-africà (Panthera leo krugeri), que es troba ocasionalment en reserves de Sud-àfrica. El seu color es deu a un gen recessiu.
El lleó (Pantera lleó) és un mamífer carnívor de la família dels fèlids i una de les quatre feres del gènere Panthera.
Els mascles, excepcionalment grans, arriben a 250 kg de pes, cosa que el fa el segon fèlid vivent més gran després del tigre.
Els lleons salvatges viuen a l'Àfrica subsahariana i a Àsia, amb una població en perill greu al nord-oest de l'Índia, havent desaparegut del nord d'Àfrica, el Pròxim Orient i l’oest d'Àsia en temps històrics. Fins a finals del Pleistocè, fa aproximadament 10.000 anys, el lleó fou el mamífer terrestre gran més estès després dels humans.
La seva distribució cobria la majoria d’Àfrica, gran part d'Euràsia, des de l’oest d'Europa fins a l’Índia i a Amèrica, des del Yukon fins al Perú. En estat salvatge no poden sobreviure molt temps, perquè, pel seu pelatge blanc, no tenen el camuflatge indicat que als lleons normals els permet caçar sense problemes.
Aquests lleons es van localitzar per primera vegada a Timbavati. Per a la tribu local d'aquesta regió, els lleons blancs son sagrats.
Durant molts anys, solament algunes tribus africanes coneixien l'existència del gran lleó blanc. Els nadius parlaven d’una figura fantasmagòrica, lleons blancs baixats dels estels, amb poders sobrenaturals més propis dels déus. El 1938, el misteriós animal es va mostrar per primera vegada davant ulls europeus. Un exemplar es va creuar en plena nit davant del camió de la família Little, com una aparició. No debades, aquell paratge perdut de Sud-àfrica era conegut pels nadius com Timbavati, “el lloc on els àngels baixen del cel”.